# Słuchocin
Słuchocin – wieś w Polsce położona w województwie mazowieckim, w powiecie węgrowskim, w gminie Grębków. Ma status sołectwa.
| SIMC    | Nazwa             | Rodzaj    |
| ------- | ----------------- | --------- |
| 0672314 | Kolonia Podbojmie | część wsi |
| 0672320 | Zagoździe         | kolonia   |

Wierni Kościoła rzymskokatolickiego należą do parafii Matki Bożej Królowej Korony Polskiej w Kopciach.
W latach 1975–1998 miejscowość administracyjnie należała do województwa siedleckiego.